# World Community Grid
World Community Grid (WCG) er et forsøg på at skabe verdens største offentlige grid computing-net til at løse videnskabelige forskningsprojekter til gavn for menneskeheden. WCG blev lanceret 16. november 2004, og finansieres og drives af IBM med brug af BOINC klientsoftware.
WCG er en ikke-kommerciel organisation, og bruger den ledige tid på computere rundt omkring i verden til forskningsprojekter, som analyserer aspekter af det menneskelige genom, HIV, denguefeber, muskelsvind, kræft, influenza, klimavenlig energi og høstudbytte af ris.
WCG har over 498.000 registrerede brugerkonti, heraf 2.296 danske. De har samlet ydet 317.400 års computerberegninger til forskning. (Alle tal er fra 9. februar 2010);